# Ludolf von Alvensleben (generale)
Ludolf Hermann Arthur von Alvensleben-Dichter (Potsdam, 11 novembre 1844 – Halle, 8 dicembre 1912) è stato un generale tedesco.

## Biografia
Ludolf era figlio di Hermann von Alvensleben e di Karoline von Kalitzsch. Suo padre era stato adottato da Johann Friedrich Karl II von Alvensleben e dalla moglie Karoline von Hirschfeld, in quanto figlio del ricco commerciante Helmuth Dichter non aveva sangue nobile né apparteneva alla famiglia degli Alvensleben. La madre di Hermann però, vedova di Gebhard von Alvensleben, aveva trasmesso il cognome ed i diritti al ramo turingio della famiglia al figlio di secondo letto, Hermann. Nel 1872 Ludolf ebbe il diritto di portare anche il cognome Dichter in ricordo delle sue origini.
Come molti membri della sua famiglia intraprese la carriera militare come ufficiale nell'esercito prussiano; partecipò alla Seconda guerra dello Schleswig contro i danesi, alla Guerra austro-prussiana e alla Guerra franco-prussiana come sottotenente e poi tenente in un reggimento di fanteria della guardia reale. Contrariamente al padre, Ludolf ebbe una rapidissima carriera, e già nel 1893 era tenente colonnello nel Reggimento Granatieri Nr. 110 mentre tre anni dopo comandava il celebre Reggimento Granatieri Nr. 123 a Ulm.
Promosso general maggiore nel 1902, ricevette il Rittergutes di Stochwitz. Proprio in questo periodo incorse in un terribile scandalo che rovinò la sua reputazione. Tra il 1907 e il 1909 lo Scandalo Harden-Eulenburg aveva sconvolto l'entourage del kaiser Guglielmo II, dato che il giornalista ebreo Max Harden aveva fatto luce sulla omosessualità di alcuni personaggi di spicco, quali il principe Philip zu Eulenburg, ex ambasciatore a Vienna, il generale Kuno von Moltke, governatore militare di Berlino e il conte Wilhelm von Hohenau parente dell'imperatore. Alvensleben fu chiamato da alcuni vertici dell'esercito ostili alla politica moderata di Eulenburg a presiedere il giurì militare che avrebbe dovuto espellere Moltke ed Hohenau dall'esercito. Durante alcune indagini fu rivelato un altro fatto allarmante: Alvensleben si era indebitato con il possessore di una celebre casa di tolleranza berlinese che aveva sfruttato delle prostitute tredicenni importate illegalmente dalla Scandinavia e dalla Russia. Alvensleben rischiò di essere egli stesso espulso dall'esercito, cosa che non si verificò a causa di un intervento dell'imperatore, ma fu detto incompetente a giudicare Moltke ed Hohenau e rischiò anche alcuni anni di prigione, che furono commutati nel pagamento di una enorme multa. In ogni caso la reputazione di Alvensleben fu del tutto rovinata ed egli stesso presentò le dimissioni dall'esercito e il processo militare di Moltke e Hohenau non fu mai attuato.
Alvensleben si ritirò nelle sue terre e morì ad Halle (Saale) l'8 dicembre 1912. Nel 1885 aveva sposato la baronessina Antoinette von (de) Ricou (1870-1950), molto più giovane di lui ed appena quindicenne, dalla quale ebbe cinque figli. Uno di questi, Ludolf-Hermann von Alvensleben, sarebbe divenuto un importante generale della Waffen-SS.